# Списак епизода серије Убице мог оца

Убице мог оца српска је криминалистичка телевизијска серија која је премијерно емитована на каналу РТС 1 од 23. октобра 2016. године и прати рад инспектора Александра Јаковљевића и његових колега, како решавају убиство ћерке власника друштва „Ситиленд” (1. сезона), познатог певача (2. сезона), угледног лекара (3. сезона), али и Јаковљевићеве личне напоре да сазна ко му је убио оца. Прва сезона је емитована од 23. октобра 2016. до 1. јануара 2017. године, друга од 18. децембра 2017. до 5. марта 2018. године, трећа од 12. новембра 2018. до 21. јануара 2019. године, четврта од 2. марта до 4. маја 2020. године, пета сезона од 8. јануара до 13. фебруара 2022 године, шеста сезона од 18. фебуара до 26. марта 2023 године и седма сезона од 5. априла до 18 маја 2025 године.
Серија Убице мог оца броји 7 сезона и 81 епизоду.

## Преглед
| Сезона | Сезона | Епизоде | Епизоде | Оригинално емитовање | Оригинално емитовање | Оригинално емитовање |
| Сезона | Сезона | Епизоде | Епизоде | Премијера            | Финале               | Мрежа                |
| ------ | ------ | ------- | ------- | -------------------- | -------------------- | -------------------- |
|        | 1.     | 10      | 10      | 23. октобар 2016.    | 1. јануар 2017.      | РТС 1                |
|        | 2.     | 12      | 12      | 18. децембар 2017.   | 5. март 2018.        | Топ                  |
|        | 3.     | 11      | 11      | 12. новембар 2018.   | 21. јануар 2019.     | Топ                  |
|        | 4.     | 10      | 10      | 2. март 2020.        | 4. мај 2020.         | Нова С               |
|        | 5.     | 12      | 12      | 8. јануар 2022       | 13. фебруар 2022     | Суперстар            |
|        | 6.     | 12      | 12      | 18. фебруар 2023     | 26. март 2023        | Суперстар            |
|        | 7.     | 14      | 14      | 5. април 2025        | 18. мај 2025         | Суперстар            |

## Епизоде

### 1. сезона (2016–17)
| Бр. у серији | Бр. у сезони | Назив          | Редитељ                             | Сценариста                            | Премијерно емитовање |
| ------------ | ------------ | -------------- | ----------------------------------- | ------------------------------------- | -------------------- |
| 1            | 1            | "Епизода 1.1"  | Предраг Антонијевић и Иван Живковић | Наташа Дракулић и Предраг Антонијевић | 23. октобар 2016.    |
| 2            | 2            | "Епизода 1.2"  | Предраг Антонијевић и Иван Живковић | Наташа Дракулић и Предраг Антонијевић | 30. октобар 2016.    |
| 3            | 3            | "Епизода 1.3"  | Предраг Антонијевић и Иван Живковић | Наташа Дракулић и Предраг Антонијевић | 6. новембар 2016.    |
| 4            | 4            | "Епизода 1.4"  | Предраг Антонијевић и Иван Живковић | Наташа Дракулић и Предраг Антонијевић | 13. новембар 2016.   |
| 5            | 5            | "Епизода 1.5"  | Предраг Антонијевић и Иван Живковић | Наташа Дракулић и Предраг Антонијевић | 27. новембар 2016.   |
| 6            | 6            | "Епизода 1.6"  | Предраг Антонијевић и Иван Живковић | Наташа Дракулић и Предраг Антонијевић | 4. децембар 2016.    |
| 7            | 7            | "Епизода 1.7"  | Предраг Антонијевић и Иван Живковић | Наташа Дракулић и Предраг Антонијевић | 11. децембар 2016.   |
| 8            | 8            | "Епизода 1.8"  | Предраг Антонијевић и Иван Живковић | Наташа Дракулић и Предраг Антонијевић | 18. децембар 2016.   |
| 9            | 9            | "Епизода 1.9"  | Предраг Антонијевић и Иван Живковић | Наташа Дракулић и Предраг Антонијевић | 25. децембар 2016.   |
| 10           | 10           | "Епизода 1.10" | Предраг Антонијевић и Иван Живковић | Наташа Дракулић и Предраг Антонијевић | 1. јануар 2017.      |

### 2. сезона (2017–18)
| Бр. у серији | Бр. у сезони | Назив          | Редитељ                        | Сценариста                            | Пpемијерно емитовање |
| ------------ | ------------ | -------------- | ------------------------------ | ------------------------------------- | -------------------- |
| 11           | 1            | "Епизода 2.1"  | Мирослав Лекић и Иван Живковић | Наташа Дракулић и Предраг Антонијевић | 18. децембар 2017.   |
| 12           | 2            | "Епизода 2.2"  | Мирослав Лекић и Иван Живковић | Наташа Дракулић и Предраг Антонијевић | 25. децембар 2017.   |
| 13           | 3            | "Епизода 2.3"  | Мирослав Лекићи Иван Живковић  | Наташа Дракулић и Предраг Антонијевић | 1. јануар 2018.      |
| 14           | 4            | "Епизода 2.4"  | Мирослав Лекић и Иван Живковић | Наташа Дракулић и Предраг Антонијевић | 8. јануар 2018.      |
| 15           | 5            | "Епизода 2.5"  | Мирослав Лекићи Иван Живковић  | Наташа Дракулић и Предраг Антонијевић | 15. јануар 2018.     |
| 16           | 6            | "Епизода 2.6"  | Мирослав Лекић и Иван Живковић | Наташа Дракулић и Предраг Антонијевић | 22. јануар 2018.     |
| 17           | 7            | "Епизода 2.7"  | Иван Живковић и Мирослав Лекић | Наташа Дракулић и Предраг Антонијевић | 29. јануар 2018.     |
| 18           | 8            | "Епизода 2.8"  | Иван Живковић и Мирослав Лекић | Наташа Дракулић и Предраг Антонијевић | 5. фебруар 2018.     |
| 19           | 9            | "Епизода 2.9"  | Иван Живковић и Мирослав Лекић | Наташа Дракулић и Предраг Антонијевић | 12. фебруар 2018.    |
| 20           | 10           | "Епизода 2.10" | Иван Живковић и Мирослав Лекић | Наташа Дракулић и Предраг Антонијевић | 19. фебруар 2018.    |
| 21           | 11           | "Епизода 2.11" | Иван Живковић и Мирослав Лекић | Наташа Дракулић и Предраг Антонијевић | 26. фебруар 2018.    |
| 22           | 12           | "Епизода 2.12" | Иван Живковић и Мирослав Лекић | Наташа Дракулић и Предраг Антонијевић | 5. март 2018.        |

### 3. сезона (2018–19)
| Бр. у серији | Бр. у сезони | Назив          | Редитељ        | Сценариста                            | Пpемијерно емитовање |
| ------------ | ------------ | -------------- | -------------- | ------------------------------------- | -------------------- |
| 23           | 1            | „Епизода 3.1”  | Иван Живковић  | Наташа Дракулић и Предраг Антонијевић | 12. новембар 2018.   |
| 24           | 2            | „Епизода 3.2”  | Иван Живковић  | Наташа Дракулић и Предраг Антонијевић | 19. новембар 2018.   |
| 25           | 3            | „Епизода 3.3”  | Милош Кодемо   | Наташа Дракулић и Предраг Антонијевић | 26. новембар 2018.   |
| 26           | 4            | „Епизода 3.4”  | Иван Живковић  | Наташа Дракулић и Предраг Антонијевић | 3. децембар 2018.    |
| 27           | 5            | „Епизода 3.5”  | Иван Живковић  | Наташа Дракулић и Предраг Антонијевић | 10. децембар 2018.   |
| 28           | 6            | „Епизода 3.6”  | Иван Живковић  | Наташа Дракулић и Предраг Антонијевић | 17. децембар 2018.   |
| 29           | 7            | „Епизода 3.7”  | Мирослав Лекић | Наташа Дракулић и Предраг Антонијевић | 24. децембар 2018.   |
| 30           | 8            | „Епизода 3.8”  | Мирослав Лекић | Наташа Дракулић и Предраг Антонијевић | 31. децембар 2018.   |
| 31           | 9            | „Епизода 3.9”  | Мирослав Лекић | Наташа Дракулић и Предраг Антонијевић | 7. јануар 2019.      |
| 32           | 10           | „Епизода 3.10” | Мирослав Лекић | Наташа Дракулић и Предраг Антонијевић | 14. јануар 2019.     |
| 33           | 11           | „Епизода 3.11” | Мирослав Лекић | Наташа Дракулић и Предраг Антонијевић | 21. јануар 2019.     |

### 4. сезона (2020)
| Бр. у серији | Бр. у сезони | Назив          | Редитељ        | Сценариста      | Премијерно емитовање |
| ------------ | ------------ | -------------- | -------------- | --------------- | -------------------- |
| 34           | 1            | „Епизода 4.1”  | Иван Живковић  | Наташа Дракулић | 2. март 2020.        |
| 35           | 2            | „Епизода 4.2”  | Мирослав Лекић | Наташа Дракулић | 9. март 2020.        |
| 36           | 3            | „Епизода 4.3”  | Иван Живковић  | Наташа Дракулић | 16. март 2020.       |
| 37           | 4            | „Епизода 4.4”  | Коста Ђорђевић | Наташа Дракулић | 23. март 2020.       |
| 38           | 5            | „Епизода 4.5”  | Мирослав Лекић | Наташа Дракулић | 30. март 2020.       |
| 39           | 6            | „Епизода 4.6”  | Иван Живковић  | Наташа Дракулић | 6. април 2020.       |
| 40           | 7            | „Епизода 4.7”  | Мирослав Лекић | Наташа Дракулић | 13. април 2020.      |
| 41           | 8            | „Епизода 4.8”  | Иван Живковић  | Наташа Дракулић | 20. април 2020.      |
| 42           | 9            | „Епизода 4.9”  | Маша Нешковић  | Наташа Дракулић | 27. април 2020.      |
| 43           | 10           | „Епизода 4.10” | Мирослав Лекић | Наташа Дракулић | 4. мај 2020.         |

### 5. сезона (2022)[1]
| Бр. у серији | Бр. у сезони | Назив          | Редитељ       | Сценариста      | Премијерно емитовање |
| ------------ | ------------ | -------------- | ------------- | --------------- | -------------------- |
| 44           | 1            | „Епизода 5.1”  | Маша Нешковић | Наташа Дракулић | 8. јануар 2022.      |
| 45           | 2            | „Епизода 5.2”  | Маша Нешковић | Наташа Дракулић | 9. јануар 2022.      |
| 46           | 3            | „Епизода 5.3”  | Маша Нешковић | Наташа Дракулић | 15. јануар 2022.     |
| 47           | 4            | „Епизода 5.4”  | Маша Нешковић | Наташа Дракулић | 16. јануар 2022.     |
| 48           | 5            | „Епизода 5.5”  | Маша Нешковић | Наташа Дракулић | 22. јануар 2022.     |
| 49           | 6            | „Епизода 5.6”  | Маша Нешковић | Наташа Дракулић | 23. јануар 2022.     |
| 50           | 7            | „Епизода 5.7”  | Маша Нешковић | Наташа Дракулић | 29. јануар 2022.     |
| 51           | 8            | „Епизода 5.8”  | Маша Нешковић | Наташа Дракулић | 30. јануар 2022.     |
| 52           | 9            | „Епизода 5.9”  | Маша Нешковић | Наташа Дракулић | 5. фебруар 2022.     |
| 53           | 10           | „Епизода 5.10” | Маша Нешковић | Наташа Дракулић | 6. фебруар 2022.     |
| 54           | 11           | „Епизода 5.11” | Маша Нешковић | Наташа Дракулић | 12. фебруар 2022.    |
| 55           | 12           | „Епизода 5.12” | Маша Нешковић | Наташа Дракулић | 13. фебруар 2022.    |

### 6. сезона (2023)
| Бр. у серији | Бр. у сезони | Назив          | Редитељ      | Сценариста      | Премијерно емитовање |
| ------------ | ------------ | -------------- | ------------ | --------------- | -------------------- |
| 56           | 1            | „Епизода 6.1”  | Милош Кодемо | Наташа Дракулић | 18. фебруар 2023.    |
| 57           | 2            | „Епизода 6.2”  | Милош Кодемо | Наташа Дракулић | 19. фебруар 2023.    |
| 58           | 3            | „Епизода 6.3”  | Милош Кодемо | Наташа Дракулић | 25. фебруар 2023.    |
| 59           | 4            | „Епизода 6.4”  | Милош Кодемо | Наташа Дракулић | 26. фебруар 2023.    |
| 60           | 5            | „Епизода 6.5”  | Милош Кодемо | Наташа Дракулић | 4. март 2023.        |
| 61           | 6            | „Епизода 6.6”  | Милош Кодемо | Наташа Дракулић | 5. март 2023.        |
| 62           | 7            | „Епизода 6.7”  | Милош Кодемо | Наташа Дракулић | 11. март 2023.       |
| 63           | 8            | „Епизода 6.8”  | Милош Кодемо | Наташа Дракулић | 12. март 2023.       |
| 64           | 9            | „Епизода 6.9”  | Милош Кодемо | Наташа Дракулић | 18. март 2023.       |
| 65           | 10           | „Епизода 6.10” | Милош Кодемо | Наташа Дракулић | 19. март 2023.       |
| 66           | 11           | „Епизода 6.11” | Милош Кодемо | Наташа Дракулић | 25. март 2023.       |
| 67           | 12           | „Епизода 6.12” | Милош Кодемо | Наташа Дракулић | 26. март 2023.       |

### 7. сезона (2025)
| Бр. у серији | Бр. у сезони | Назив          | Редитељ                        | Сценариста      | Премијерно емитовање |
| ------------ | ------------ | -------------- | ------------------------------ | --------------- | -------------------- |
| 68           | 1            | „Епизода 7.1”  | Милош Кодемо и Милош Радуновић | Наташа Дракулић | 5. април 2025.       |
| 69           | 2            | „Епизода 7.2”  | Милош Кодемо и Милош Радуновић | Наташа Дракулић | 6. април 2025.       |
| 70           | 3            | „Епизода 7.3”  | Милош Кодемо и Милош Радуновић | Наташа Дракулић | 12. април 2025.      |
| 71           | 4            | „Епизода 7.4”  | Милош Кодемо и Милош Радуновић | Наташа Дракулић | 13. април 2025.      |
| 72           | 5            | „Епизода 7.5”  | Милош Кодемо и Милош Радуновић | Наташа Дракулић | 19. април 2025.      |
| 73           | 6            | „Епизода 7.6”  | Милош Кодемо и Милош Радуновић | Наташа Дракулић | 20. април 2025.      |
| 74           | 7            | „Епизода 7.7”  | Милош Кодемо и Милош Радуновић | Наташа Дракулић | 26. април 2025.      |
| 75           | 8            | „Епизода 7.8”  | Милош Кодемо и Милош Радуновић | Наташа Дракулић | 27. април 2025.      |
| 76           | 9            | „Епизода 7.9”  | Милош Кодемо и Милош Радуновић | Наташа Дракулић | 3. мај 2025.         |
| 77           | 10           | „Епизода 7.10” | Милош Кодемо и Милош Радуновић | Наташа Дракулић | 4. мај 2025.         |
| 78           | 11           | „Епизода 7.11” | Милош Кодемо и Милош Радуновић | Наташа Дракулић | 10. мај 2025.        |
| 79           | 12           | „Епизода 7.12” | Милош Кодемо и Милош Радуновић | Наташа Дракулић | 11. мај 2025.        |
| 80           | 13           | „Епизода 7.13” | Милош Кодемо и Милош Радуновић | Наташа Дракулић | 17. мај 2025.        |
| 81           | 14           | „Епизода 7.14” | Милош Кодемо и Милош Радуновић | Наташа Дракулић | 18. мај 2025.        |

## Напомена
1. ↑  Све епизоде четврте сезоне су постале доступне на платформи ЕОН за 990 динара 28. фебруара 2020. године пре почетка премијерног емитовања на каналу Нова С.